# Joshua Robinson
Joshua Robinson (ur. 4 października 1985) – australijski lekkoatleta specjalizujący się w rzucie oszczepem.
Piąty zawodnik mistrzostw świata kadetów (2001). Na mistrzostwach świata juniorów w 2002 odpadł w eliminacjach, a dwa lata później podczas kolejnej edycji tej imprezy zajął czwarte miejsce. W sezonie 2007 był piąty na uniwersjadzie oraz nie awansował do finału mistrzostw świata. Odpadł w eliminacjach na uniwersjadzie w Belgradzie w roku 2009. Czwarty zawodnik igrzysk Wspólnoty Narodów (2014).
Medalista mistrzostw Australii i Nowej Zelandii, uczestnik juniorskich meczów międzypaństwowych.
Rekord życiowy: 85,11 (14 maja 2016, Perth).

## Osiągnięcia
| Rok  | Impreza                               | Miejsce        | Pozycja           | Wynik |
| ---- | ------------------------------------- | -------------- | ----------------- | ----- |
| 2001 | Mistrzostwa świata juniorów młodszych | Debreczyn      | 5. miejsce        | 66,64 |
| 2002 | Mistrzostwa świata juniorów           | Kingston       | el. – 21. miejsce | 63,97 |
| 2004 | Mistrzostwa świata juniorów           | Grosseto       | 4. miejsce        | 73,76 |
| 2007 | Uniwersjada                           | Bangkok        | 5. miejsce        | 77,86 |
| 2007 | Mistrzostwa świata                    | Osaka          | el. – 17. miejsce | 78,48 |
| 2009 | Uniwersjada                           | Belgrad        | el. – 15. miejsce | 70,75 |
| 2014 | Igrzyska Wspólnoty Narodów            | Glasgow        | 4. miejsce        | 79,95 |
| 2014 | Puchar interkontynentalny             | Marrakesz      | 6. miejsce        | 78,58 |
| 2016 | Igrzyska olimpijskie                  | Rio de Janeiro | el. – 13. miejsce | 80,84 |